# Józef Hojoł
Józef Hojoł, pseudonim konspiracyjny „Korzeń” (ur. 3 grudnia 1910 roku w Janowicach, zm. 19 lipca 1996 w Krakowie) – duchowny katolicki, działacz młodzieżowy i autor poezji religijnej. W czasie II wojny światowej członek Armii Krajowej. W okresie tuż po jej zakończeniu związany ze zbrojnym podziemiem, organizator napadu na sierociniec dla żydowskich dzieci ocalałych z Zagłady. Organizował także koła Katolickiej Młodzieży Męskiej i Związku Harcerstwa Polskiego w rejonie Rabki. W okresie PRL represjonowany i kilkukrotnie więziony.

## Życiorys
Józef Hojoł urodził się w rodzinie Stanisława i Marii z domu Batko. Po ukończeniu podchorążówki w Śremie koło Poznania w 1931 roku wstąpił do krakowskiego Seminarium Archidiecezjalnego. Rozpoczął też studia teologiczne na Wydziale Teologicznym Uniwersytetu Jagiellońskiego, które zakończył uzyskaniem stopnia magistra. 2 maja 1937 w katedrze wawelskiej otrzymał święcenia kapłańskie.
Początkowo skierowany został do Zebrzydowic, gdzie został wikarym. W 1939 został powołany do wojska, w czasie kampanii wrześniowej w stopniu porucznika był jednym z kapelanów Armii „Kraków”. Uniknął niewoli i powrócił w rodzinne strony. W czasie II wojny światowej wstąpił do Armii Krajowej i przybrał pseudonim konspiracyjny „Korzeń”. Przeniesiony z Kalwarii Zebrzydowskiej do Rabki włączył się w lokalne struktury podziemia, na plebanii prowadził nasłuch radiowy. W lokalnej parafii został katechetą i kapelanem kaplicy zdrojowej (siedziba dzisiejszej parafii św. Teresy od Dzieciątka Jezus).
W 1945, wkrótce po przejściu frontu podczas II wojny światowej został wikariuszem parafii św. Marii Magdaleny w Rabce, jednocześnie był katechetą w odtworzonym męskim gimnazjum Wieczorkowskiego. W gimnazjum przewodził także (wraz z profesorem Edmundem Chodakiem i Janem Stachurą) kilkunastoosobowej komórce Ruchu Oporu Armii Krajowej (ROAK) działającej pod przykryciem drużyny harcerskiej. W oparciu o tę komórkę słał listy z pogróżkami do sierocińca dla żydowskich dzieci ocalonych z Holocaustu, zorganizowanego na terenie trzech położonych blisko siebie willi w Rabce: Stasin, Juras i Niemen. Z jego inspiracji w niedzielę 12 sierpnia 1945 nastolatki z oddziału obrzuciły jedną z willi granatami i ostrzelały jej okna z broni ręcznej. Atak ponowiono tydzień później, 19 sierpnia, a także w nocy z niedzieli na poniedziałek w kolejnym tygodniu. W ostatnim ataku brały udział także siły lokalnego zgrupowania ROAK. W żadnym z ataków nikt nie zginął, ale spowodowały, że po ostatnim ataku sierociniec zlikwidowano z dniem 28 sierpnia 1945 r., a dzieci przeniesiono do podobnych placówek w Otwocku, Bielsku i Zakopanem .
W okresie kampanii przed wyborami do Sejmu, 5 października 1946 został aresztowany przez władze komunistyczne ponieważ w czasie przedwyborczym, w okresie najbardziej ciężkich chwil, występował wrogo przeciwko ustrojowi. Został skazany na pół roku więzienia, a po wyjściu na wolność w lutym 1947 został zwerbowany jako tajny współpracownik Ministerstwa Bezpieczeństwa Publicznego. Działając pod kryptonimem „Y” miał przekazywać tajnym służbom informacje o wydarzeniach w rejonie Podhala, a także kopie korespondencji z kurią metropolitalną. 5 października 1947 został ponownie aresztowany, jednak wkrótce wypuszczono go na wolność. W tym czasie ukrywał na strychu plebanii przed ludźmi „Ognia” syna organisty, na którego partyzanci wydali wyrok śmierci bowiem ten nie chciał do nich przystąpić.
W początkach 1948 odwołał swoje zobowiązanie do współpracy, a 6 lutego został aresztowany po raz kolejny i skazany na pół roku więzienia, tym razem za odprawienie mszy w intencji poległych członków oddziału partyzanckiego Wiarusy, dowodzonej przez Józefa Świdra jednostki złożonej głównie z dawnych partyzantów oddziału Józefa Kurasia, którzy odmówili demobilizacji. Wkrótce potem, 12 listopada 1948 został ponownie aresztowany przez jednostki Ministerstwa Bezpieczeństwa Publicznego i oskarżony o branie udziału w związku mającym na celu zbrodnię, lub udzielanie mu pomocy (art. 14 § 1 tzw. małego kodeksu karnego). 7 stycznia 1949 Wojskowy Sąd Rejonowy w Krakowie skazał go na półtora roku więzienia, jednak 17 stycznia 1949 w wyniku podania o rewizję wyroku Naczelny Sąd Wojskowy zmniejszył karę do 6 miesięcy.
13 stycznia 1950 został ponownie aresztowany, wraz z Edmundem Chodakiem i kilkoma innymi członkami rabczańskiej konspiracji, i stanął przed sądem za „działalność antypaństwową”. Oskarżono go z artykułu 86 § 2 tzw. kodeksu karnego Wojska Polskiego o próbę zmiany ustroju Państwa Polskiego przemocą. Choć sprawa ataków na sierociniec znalazła się w akcie oskarżenia, ostatecznie nie uwzględniono jej w wyroku. Ostatecznie po śledztwie połączonym z torturami w 1951 roku Józef Hojoł został skazany na 12 lat ciężkiego więzienia we Wronkach, a także utratę praw publicznych i obywatelskich praw honorowych na 5 lat oraz przepadek całego mienia na rzecz Skarbu Państwa. Po ogłoszonej 22 listopada 1952 amnestii wyrok zmniejszono do ośmiu lat więzienia, a 4 stycznia 1955 biskup Franciszek Jop zwrócił się do krakowskiego Urzędu do Spraw Wyznań o darowanie mu reszty kary i przedterminowe zwolnienie z więzienia. Prośbę spełniono i 18 stycznia 1955 roku Józef Hojoł wyszedł na wolność.
Po odzyskaniu wolności przez pewien czas był wikariuszem parafii w krakowskiej dzielnicy Prądnik Czerwony, nie uzyskał jednak zgody na objęcie wikariatu w krakowskiej parafii św. Mikołaja, wobec czego został administratorem parafii w Gruszowie, a ostatecznie przeniesiono go do Giebułtowa, początkowo jako administratora, a następnie jako proboszcza. Jeszcze w 1966, w czasie obchodów Tysiąclecia Państwa Polskiego, był inwigilowany przez Służbę Bezpieczeństwa i traktowany jako wróg ustroju. Inwigilacja Hojoła przez tajne służby PRL trwała do lat 80. XX wieku. W 1984 opuścił parafię i przeniósł się na stałe do Domu Księży Chorych w Swoszowicach. Wszelkie wyroki przeciwko niemu zostały unieważnione w 1993. Zmarł 19 lipca 1996 w Krakowie. Pochowany został na cmentarzu parafialnym  we Frydrychowicach.
W uznaniu zasług Józef Hojoł został nagrodzony przywilejem noszenia rokiety i mantoletu. W 2011 w kościele św. Marii Magdaleny w Rabce-Zdroju umieszczono tablicę upamiętniającą działalność niepodległościową ks. Hojoła, ale nie wspominającą o inspirowaniu i odpowiedzialności za ataki na żydowskie dzieci w Rabce.